# Lucas Braulio Areco
Lucas Braulio Areco (26 de marzo de 1915, Colonia Garabí, Santo Tomé, Corrientes — †23 de julio de 1994, Barrio 25 de Mayo, Posadas, Misiones), a veces conocido como «El Patriarca de las Galopas», fue un músico, luthier, poeta, escritor, pintor, escultor, ebanista, policía, periodista, historiador e investigador folclórico argentino.
Su composición musical «Misionerita» es la canción oficial de la provincia de Misiones.

## Biografía
Lucas Braulio Areco fue el primer hijo de SEIS, de Lucas Areco y de Casilda Sequeira Lima; nació el 26 de marzo de 1915 en Colonia José Rafael Gómez, Garabi,  Departamento Santo Tomé, provincia de Corrientes. En 1923, a sus 8 años de edad, la familia se trasladó a la ciudad de Apóstoles. Allí su padre fue designado Comisario de Policía del por entonces Territorio Nacional de Misiones.
Lucas Braulio Areco fue oficial de Policía entre 1934 y 1936. Se casó en la localidad de Candelaria con la docente Rosa Hauptmann. Al poco tiempo se instaló en el Barrio 25 de Mayo. Tuvo cuatro hijos y 11 nietos. En su homenaje el Anfiteatro de Corrientes, donde se realizan entre otros eventos el “Festival de Música del Litoral” desde el año  1963. En Misiones también existe un museo en su homenaje.

## Trayectoria musical
Grabó tres discos de larga duración: Selva y Guitarra; Misiones, su música y Penas del caminante. Debido a su música popular  y sus simpatías por el peronismo sería prohibido junto a decenas de folckloristas por la dictadura autodenominada Revolución Libertadora que derrocó al presidente Perón en 1955.
Su composición más importante, «Misionerita» (galopa regional), ha adquirido notable repercusión en los años 1960, siendo grabada por: Ariel Ramírez, Ramona Galarza, Ginette Acevedo (en Chile), Raúl Barboza, Waldo Belloso, Jovita Diaz y Jorge Cardoso, el maestro franco-español J. Francisco Ortiz, el holandés Alex Winia y el costarricense Roberto Ortiz Monestal.